# Вакра
Вакра (арап. الوكرة) је главни град општине Вакра на истоку Катара. Источним делом се граничи са обалом Персијског залива, а северним са градом Доха. Вакром управља Абдулрахман ибн Џасим ел Тани, а првобитно је била мало рибарско и бисерно село. Током година, постала је у мали град са више од 80.000 становника и тренутно се сматра другим по величини градом у Катару.
Значајна прекретница у модерној историји града је инаугурација стадиона Ел Џануб у мају 2019. године, један од стадиона на ком се одржава Светско првенство у Катару 2022.